# Łukasz Borowiak
Łukasz Borowiak (ur. 11 kwietnia 1975 w Lesznie) – polski polityk i samorządowiec, poseł na Sejm VI i VII kadencji, w latach 2014–2024 prezydent Leszna.

## Życiorys
Jest synem Macieja i Barbary. Zawarł związek małżeński z Agnieszką, z którą ma dwóch synów: Tymoteusza i Igora. Ukończył studia z zakresu gospodarki przestrzennej na Akademii Ekonomicznej w Poznaniu. Pracował jako administrator nieruchomości w Miejskim Zakładzie Budynków Komunalnych w Lesznie i jako specjalista ds. zarządzania nieruchomościami. W 2009 został naczelnikiem wydziału w starostwie powiatowym. Współtworzył lokalne stowarzyszenie Działajmy dla Leszna. W 2007 został członkiem NSZZ „Solidarność” w Lesznie. Współautor publikacji 90 lat powiatu leszczyńskiego w odrodzonej Polsce (2010).
Był członkiem Stronnictwo Konserwatywno-Ludowego, w 2006 wstąpił do Platformy Obywatelskiej. W wyborach w 2006 i 2010 z listy tej partii był wybierany na radnego Leszna. Przewodniczył klubowi radnych PO.
W wyborach w 2007 bez powodzenia kandydował do Sejmu w okręgu kaliskim, jednak w 2010 uzyskał mandat poselski w miejsce Jarosława Urbaniaka, który objął urząd prezydenta Ostrowa Wielkopolskiego. Ślubowanie poselskie złożył 14 grudnia 2010. W wyborach w 2011 z powodzeniem ubiegał się o reelekcję, otrzymując 11 545 głosów. W latach 2015–2018 był członkiem zarządu Polskiego Związku Motorowego.
W wyborach samorządowych w 2014 wystartował na prezydenta Leszna z ramienia konkurencyjnego wobec PO komitetu PL 18, za co został wykluczony z partii. 30 listopada 2014 został wybrany na włodarza miasta, pokonując w drugiej turze głosowania dotychczas zajmującego to stanowisko Tomasza Malepszego. W 2018 z powodzeniem ubiegał się o reelekcję, wygrywając wybory w pierwszej turze. W 2023 związał się z Bezpartyjnymi Samorządowcami.
W wyborach samorządowych w 2024 z ramienia lokalnego komitetu bezskutecznie ubiegał się o reelekcję – w pierwszej turze głosowania wybór na prezydenta uzyskał wówczas Grzegorz Rusiecki. Łukasz Borowiak został natomiast wybrany do rady miejskiej.

## Odznaczenia i wyróżnienia
- Złoty Krzyż Zasługi (2017)[16][17]
- Medal Stulecia Odzyskanej Niepodległości (2019)[18]
- Brązowy Medal „Za zasługi dla obronności kraju” (2015)[19]
- Odznaka Honorowa za Zasługi dla Samorządu Terytorialnego (2021)[20]
- Medal „Pro Patria” (2023)[21]
- Odznaka „Za Zasługi dla Światowego Związku Żołnierzy Armii Krajowej” (2019)[22]
- Medal „Za Zasługi dla Ligi Obrony Kraju” (2019)[23]
- Kordzik Wielkopolskiej Izby Rzemieślniczej w Poznaniu (2019)[24]
- Medal „Gwiazda Krzyża Strażackiego Wielkopolski” (2021; wyróżnienie Sekcji NSZZ „Solidarność” Pożarnictwa Wielkopolski)[25]
- Srebrny Medal „Rowlanda Hilla” (2022, wyróżnienie Polskiego Związku Filatelistów)[26]